# Gerd Nauhaus

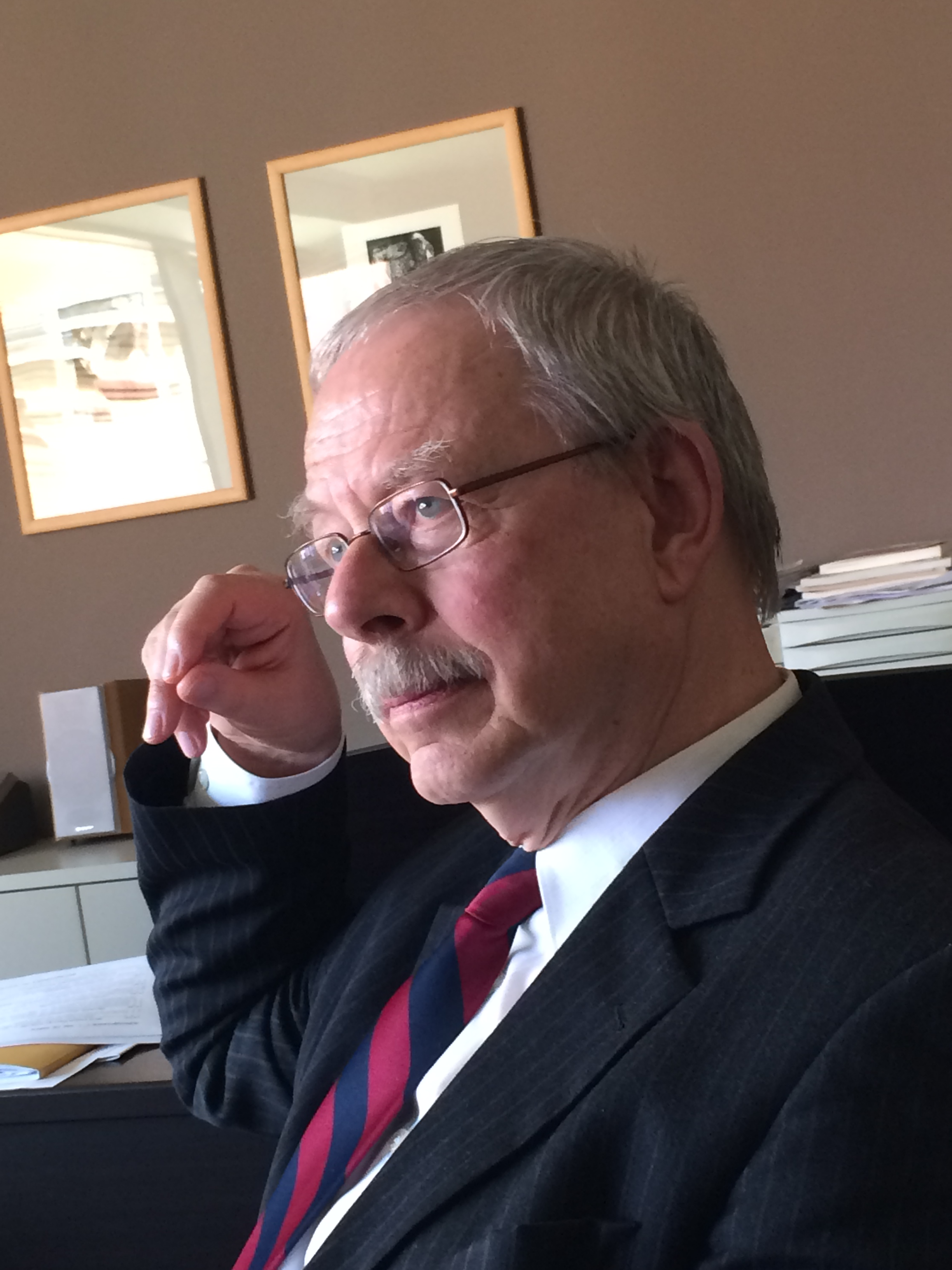
Gerd Nauhaus, 2016

 Gerd Nauhaus  (* 28. Juli 1942 in Erfurt) ist ein deutscher Musikwissenschaftler.

## Leben
Er studierte von 1961 bis 1965/69 Musikerziehung, Germanistik und Musikwissenschaft an der Martin-Luther-Universität Halle-Wittenberg, wo er 1980 promovierte. Von 1967 bis 1970 war er Musikdramaturg am Theater Zwickau. Danach arbeitete er als Wissenschaftlicher Mitarbeiter, Leiter des Archivs und stellvertretender Direktor am Robert-Schumann-Haus in Zwickau, dessen Direktor er von 1993 bis 2005 war. Seitdem ist er freiberuflich tätig.
1986 erhielt Gerd Nauhaus den Robert-Schumann-Preis der Stadt Zwickau. Er gehörte von 1993 bis 2002 dem Sächsischen Kultursenat an und ist Vorstandsmitglied der Robert-Schumann-Gesellschaft Zwickau e. V., deren Vorsitzender er von 2006 bis 2012 war; danach wurde er zum Ehrenvorsitzenden auf Lebenszeit gewählt.
Er war künstlerischer Leiter der Internationalen Robert-Schumann-Wettbewerbe für Klavier und Gesang in Zwickau 2000, 2004 und 2008. Gerd Nauhaus ist Herausgeber der Tage- und Haushaltbücher Robert Schumanns und der Schriftenreihe Schumann-Studien. Er gab ferner Publikationen über und Kompositionen von Clara Schumann heraus und ist Autor zahlreicher Artikel und Aufsätze. Er nahm an Symposien und Tagungen im In- und Ausland teil. Vortragsaufenthalte führten ihn u. a. nach Belgien, Österreich, der Schweiz, den USA und Zypern. Ab 2011 erarbeitete er gemeinsam mit Nancy B. Reich (New York) die Edition der Jugendtagebücher Clara Schumanns, die 2019 im Georg Olms Verlag Hildesheim-Zürich-New York erschienen.

## Veröffentlichungen (Auswahl)
- Robert Schumann, Tagebücher, 2 Bände, hrsg. von Gerd Nauhaus, Leipzig: Deutscher Verlag für Musik 1971–1987.
- Robert Schumann, Dichtergarten für Musik. Eine Anthologie für Freunde der Literatur und Musik, hrsg. von Gerd Nauhaus und Ingrid Bodsch, Frankfurt am Main: Stroemfeld 2007.
- Robert und Clara Schumann, Ehetagebücher, hrsg. von Gerd Nauhaus und Ingrid Bodsch, Bonn/Frankfurt a. M.: Stroemfeld, 2007, ISBN 3-86600-002-2
- Clara Schumann, Jugendtagebücher 1827–1840, hrsg. von Gerd Nauhaus und Nancy B. Reich, Hildesheim: Olms 2019, ISBN 978-3-487-08621-7.

## Aufsätze
- Dokumente zur Vorgeschichte der „Gesammelten Schriften über Musik und Musiker“ von Robert Schumann, in: Gutenberg-Jahrbuch, Band 64 (1989), S. 180–201
- Clara Schumann und die Musikerfamilie Kufferath, in: Revue belge de musicologie, Vol. LI (1997), S. 171–186
- Zwischen Poesie und Musik – Schumann 2006, in: Österreichische Musikzeitschrift, Band 61 (2006), Heft 10, S. 4–13